# Ingar Helge Gimle
Ingar Helge Gimle (Oslo, 28 september 1956) is een Noors acteur.

## Biografie
Gimle werd geboren in Oslo en studeerde aldaar in 1982 af aan de Statens teaterhøgskole. Hierna begon hij met acteren in het theater, zo speelde hij onder andere in het Trøndelag Teater in Trondheim en het Nationaltheatret in Oslo.
Gimle begon in 1980 met acteren voor televisie in de film Belønningen, waarna hij nog meerdere rollen speelde in films en televisieseries. Zo is hij vooral bekend van zijn rol als Arne Marcussen in de televisieserie Hotel Cæsar, waar hij in 390 afleveringen speelde (2000-2002).

## Filmografie

### Films
Selectie:
- 2008 Lønsj - als Gunnar
- 1994 Ti kniver i hjertet - als Gregers

### Televisieseries
Met minimaal vijf afleveringen.
- 2016-2022 Neste sommer - als Johnny - 7 afl.
- 2020 Livstid - als Christopher 'KIT' Lange - 7 afl.
- 2016-2017 Vikingane - als Nomadehøvding - 12 afl.
- 2015-2016 Frikjent - als William Hansteen - 17 afl.
- 2016 Mammon - als minister van financiën Erik Ulrichsen - 8 afl.
- 2014 Det tredje øyet - als Due - 10 afl.
- 2012 NAV, Norway - als Rune - 10 afl.
- 2008-2010 Hvaler - als Trygve Eriksen - 22 afl.
- 2007 Thomas P. - als Erling - 8 afl.
- 2007 Luftens Helter - als Karl Åge Tørrkle - 8 afl.
- 2004-2007 Seks som oss - als Egil - 15 afl.
- 2006 Etaten - als Rune - 8 afl.
- 2000-2002 Hotel Cæsar - als Arne Marcussen - 390 afl.
- 1996 Chez toi - als Randulf Svigersen - 6 afl.
- 1994-1995 I de beste familier - als Magne Asbjørnsen - 20 afl.

- Bibsys: 2107146
- Gemeinsame Normdatei: 1026173337
- International Standard Name Identifier: 0000 0003 6174 8816
- Virtual International Authority File: 223152076
- WorldCat: E39PBJqbgfW4MYvQWCmrMR48YP